# Atef Abu Bilal
Atef Abu Bilal (in arabo عاطف ابو بلال‎?; Shaqib al-Salam, 2 maggio 1984) è un calciatore palestinese, centrocampista dell'Hapoel M.S.S.

## Palmarès

### Individuale
- Capocannoniere della Coppa d'Israele: 1

2015-2016 (7 reti)